# Eagle Butte (Dakota Południowa)
Eagle Butte – miasto w Stanach Zjednoczonych, w stanie Dakota Południowa, w hrabstwie Dewey.